# کریستینا کروپا
کریستینا کروپا (انگلیسی: Krystyna Krupa؛ زادهٔ ۱۵ ژانویهٔ ۱۹۳۹) بازیکن والیبال اهل لهستان است.